# Club de Deportes Malleco Unido
Club de Deportes Malleco Unido, ofta enbart Malleco Unido, är en fotbollsklubb från staden Angol i Chile. Klubbens namn härrör från provinsen i vilken Angol ligger, Provincia de Malleco, som ligger i Region de la Araucanía i mitten av landet. Malleco Unido bildades den 25 mars 1974 och spelar sina hemmamatcher på Estadio Municipal Alberto Larraguibel Morales som tar cirka 4 000 åskådare vid fullsatt.

## Historia
Klubben grundades den 25 mars 1974 och bildades ur Mallecos provinslag. Malleco Unido inledde med att spela femton säsonger i Segunda División, den näst högsta divisionen i Chile, dock utan att lyckas gå upp i den högsta divisionen. Säsongen 1988 flyttades klubben ner till den tredje divisionen och fick fortsätta spela i densamma fram till och med 2008, då de återigen flyttades ner och fick spela i de regionala serierna istället för de nationella. Säsongen 2012 gick klubben återigen upp i de nationella serierna och deltog i den femte högsta divisionen, Tercera B de Chile, och kom tvåa, vilket innebar uppflyttning till den fjärde högsta divisionen, Tercera División de Chile säsongen 2013. Malleco blev dock inbjudna till att spela Segunda División de Chile 2013/2014, det vill säga den tredje högsta divisionen, innan Tercera División 2013 hann dra igång (som bara spelades ett halvår till följd av en serieomläggning). Av denna anledning deltog Malleco Unido inte i något seriespel det första halvåret 2013, utan började spela direkt i Segunda División 2013/14.

## Källa
Den här artikeln är helt eller delvis baserad på material från spanskspråkiga Wikipedia.